# علي الثور
علي لطف عبد الرحمن الثور (1940- )، اقتصادي وبرلماني ووزير يمني سابق، يشغل منذ 2001 منصب عضو مجلس الشورى. تقلد في السابق العديد من المناصب الرفيعة منها وزيراً للخزانة ووزيراً الخارجية ورئيس مجلس إدارة البنك اليمني للإنشاء والتعمير.

## نشأته ومسيرته التعليمية
ولد علي لطف الثور في 18 سبتمبر 1940، في صنعاء القديمة. درس الابتدائية في صنعاء في ما كان يعرف بمدرسة أو مكتب الأيتام ثم انتقل للمدرسة المتوسطة ثم بعدها سافر للدراسة في مصر حيث أكمل دراسة المرحلة الاساسية والثانوية في بني سويف ومن ثم انتقل للدراسة في جامعة القاهرة، كلية التجارة وحصل منها على دبلوم تنمية ودبلوم إدارة.

## المناصب التي تقلدها
- بعد إكمال دراسته وعودته إلى صنعاء إثر قيام ثورة 26 سبتمبر 1962في اليمن الشمالي، عُيِّن في العام 1964 عضوًا في اللجنة الاقتصادية العليا التي رأسها اللواء حمود الجائفي، ثم في العام 1965 مندوبًا للحكومة في الشركة اليمنية للتجارة الخارجية، ثم في 1966 مديراً للبنك اليمني للإنشاء والتعمير.
- في عهد الرئيس عبد الرحمن الارياني (1967-1974) عُيِّن في العام 1968 رئيساً لمجلس إدارة البنك اليمني للإنشاء والتعمير، ثم في العام 1969 عُيِّن نائبًا لرئيس المجلس الوطني، ورئيسًا للجنة الاقتصادية والمالية في المجلس، ثم في نفس العام وزيرًا للخزانة في حكومة عبدالله الكرشمي، وفي العام التالي عُيِّن للمرة الثالثة رئيسًا لمجلس إدارة البنك اليمني للإنشاء والتعمير، وفي 1973 عُيِّن وزيرًا للاقتصاد، ثم عُيِّن للمرة الرابعة رئيساً لمجلس إدارة البنك اليمني للإنشاء والتعمير.
- في العام 1978 عُيِّن عضوًا في مجلس الشعب التأسيسي والذي كان قد تشكل للتو برئاسة عبد الكريم العرشي بقرار من الرئيس أحمد الغشمي بعد مقتل الرئيس ابراهيم الحمدي.
- في بداية عهد الرئيس علي عبد الله صالح، عُيِّن علي الثور عام 1979 وزيرًا للتنمية ورئيسًا للجهاز المركزي للتخطيط، ثم وزيرًا للخارجية في عام 1981م، ثم رئيسًا للمؤسسة اليمنية العامة لصناعة وتسويق الإسمنت عام 1983م، ثم رئيس اللجنة الخارجية والمغتربين في مجلس الشعب التأسيسي، ثم في العام 1988 انتُخِب عضواً في مجلس الشورى (1988-1990)، ثم عضوًا في مجلس النواب والذي تشكل مع إعلان الوحدة اليمنية في 22 مايو 1990، من خلال دمج مجلس الشورى (1988-1990) القائم في اليمن الشمالي مع مجلس الشعب الأعلى في اليمن الجنوبي بموجب اتفاقية الوحدة، وعُيِّن الثور رئيسًا للكتلة البرلمانية لحزب المؤتمر الشعبي العام في المجلس حتى عام 1994م، ثم عمل بعدها مستشارًا في اجتماعات البنك الدولي، وصندوق النقد الدولي حتى عام 2001م.
- في عام 2001 عُيِّن عضواً في مجلس الشورى الحالي، ورئيساً للجنة الاقتصادية في المجلس. في عام 2019 عزلته حكومة الحوثيين في صنعاء من رئاسة اللجنة الاقتصادية في المجلس وعيَّنت أحد مشائخ محافظة عمران الموالين لها رئيساً للجنة.
له عدد من الأبحاث في التنمية والاستثمار قدمت في عدد من المؤتمرات والندوات

## الانتماء الحزبي
كان في الستينيات عضواً في حركة القوميين العرب ثم في السبعينيات عضواً في حزب البعث العربي الاشتراكي، ثم عضوًا في اللجنة العامة لحزب المؤتمر الشعبي العام.